# Салин, Виктор Николаевич
Виктор Николаевич Салин (род. 1945) — советский и российский учёный, кандидат экономических наук, профессор; Заслуженный профессор Финансового университета.
Автор ряда работ.

## Биография
Родился 27 июня 1945 года в Москве.
После окончания школы отслужил в Советской армии и в течение года работал в МГУ на кафедре физики и кристаллов, выращивая кристаллы металлов из расплавов. В 1968 году поступил на учётно-экономический факультет Московского финансового института (МФИ, ныне Финансовый университет при Правительстве РФ), который окончил в 1972 году. После окончания вуза поступил в аспирантуру Московского экономико-статистического института (МЭСИ, ныне Московский государственный университет экономики, статистики и информатики). В течение нескольких лет работал старшим научным сотрудником Всесоюзного научно-исследовательского института по изучению конъюнктуры и спроса населения Министерства торговли СССР.
В 1977 году защитил кандидатскую диссертацию. С 1978 года Виктор Салин работает в МФИ, где а с 1986 года заведует кафедрой статистики; по настоящее время занимается научно-педагогической работой, преподавая предмет «Статистика». Также руководит магистерской программой «Финансовая конъюнктура рынка». Является членом Научно-методического совета Росстата, членом Президиума секции «Статистика» Центрального дома учёных РАН.
Является дарителем эндаумент-фонда Финансового университета: «…Успешное развитие Финуниверситета, повышение качества подготовки выпускников, невозможно без проведения фундаментальных научных исследований, источником финансирования которых является Эндаумент фонд. Пополнение этого фонда зависит от каждого, относящегося с уважением к своей Alma mater, заинтересованного в её процветании. Я — выпускник Финансового университета, поэтому если не я, то кто поддержит это благое дело».

## Заслуги
- «Заслуженный работник высшей школы Российской Федерации» (Указ Президента РФ от 23.02.2002) и «Почётный работник высшего профессионального образования России».
- Лауреат премии Правительства Российской Федерации в области образования.
- Награждён орденом Почёта, медалями «В память 850-летия Москвы» и «За заслуги в проведении Всероссийской переписи населения».
- Имеет нагрудные знаки «Почётный работник высшего профессионального образования Российской Федерации», «Отличник статистики»[6] и «Почётный работник Финансовой академии».
- Удостоен многих благодарностей и почётных грамот Финансового университета.